# Isla (kommun)
Isla är en kommun i Mexiko.   Den ligger i delstaten Veracruz, i den sydöstra delen av landet, 400 km öster om huvudstaden Mexico City. Antalet invånare är 26 287.
Följande samhällen finns i Isla:
- Mazoco
- El Paraíso
- Totoloche
- Nuevo Potrero
- Loma Alta
- Nuevo Cantón
- Garro
- Coapa
- Ignacio Ramírez
- Viloria Viejo
- Cujuluapan
- La Esperanza
- Fernando López Arias
- San Anastacio
- El Corte
- Garza Blanca
- Benito Juárez
- El Maguial
- El Chancarro
- Aguas Prietas
- Palo Blanco
- Palma de Oro
- Rodolfo Fierro
- Leyes de Reforma
- Las Playas
- El Mosquito
- Nuevo Viloria
- Solerilla
- Vista Hermosa
- El Coco
- Francisco Villa
- Chiltepec
- Las Macayas
- La Playa